# Controspallina
Le controspalline, nappina o spalline a frange, sono un tipo di ornamento abbottonato sulla spalla delle uniformi militari, su cui si portano i distintivi del grado militare o di una organizzazione, possono essere munite di nappe (frange in corda) e prendono il nome di nappine.
Esse possono essere agganciate all'uniforme anche attraverso un pezzo di stoffa o di altro materiale che le fa aderire correttamente alla spalla. La loro foggia, il colore, il materiale, il diametro e la grandezza delle frange (nappa) sono utilizzate solitamente per distinguere i vari ranghi. Anche se anticamente esse erano utilizzate anche sull'uniforme da campo, le spalline vengono oggi utilizzate soprattutto sulle uniformi da cerimonia o su quelle storiche.

## Struttura

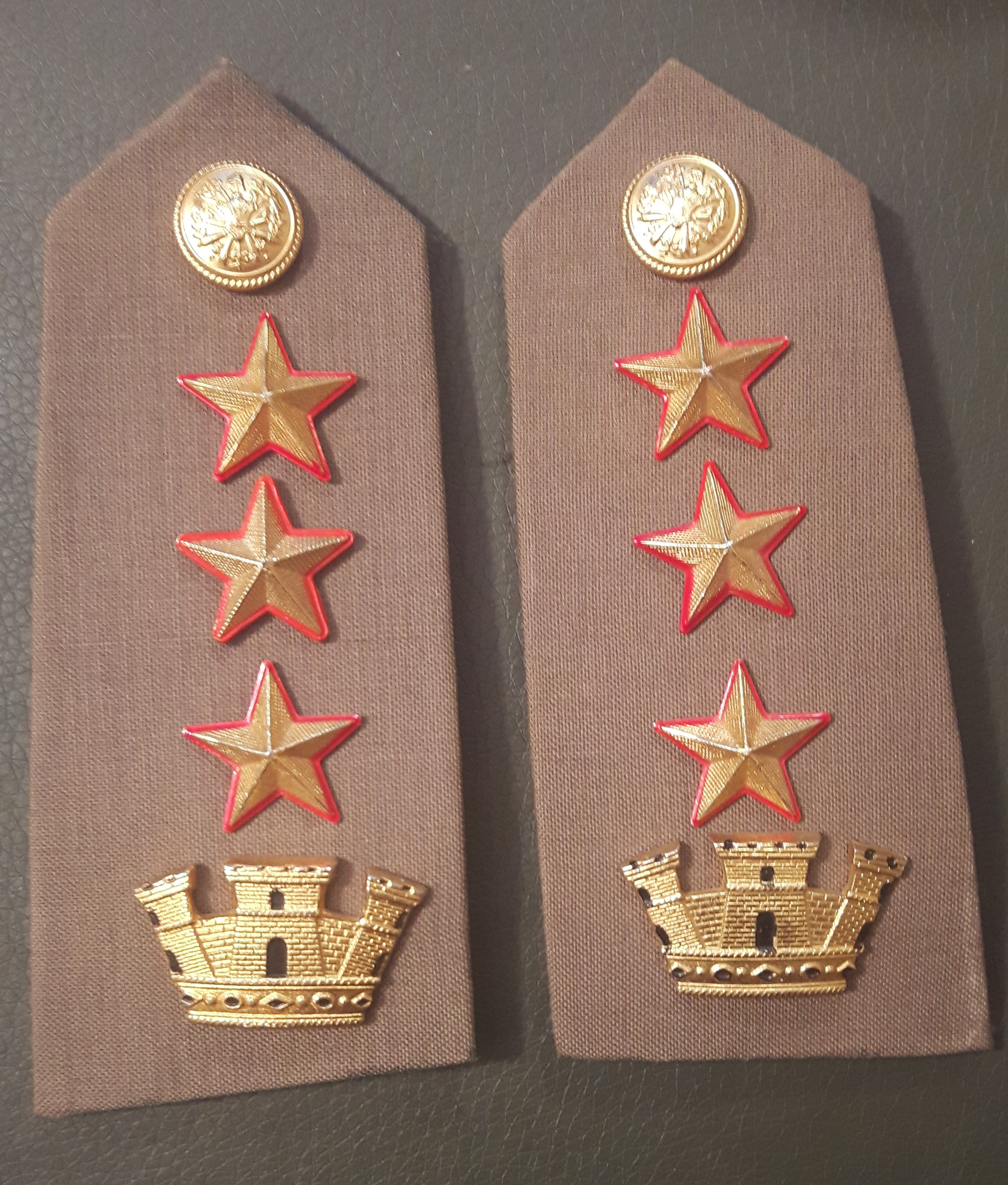
Moderne controspalline dell'Esercito Italiano (grado speciale di Colonnello Comandante di Reggimento)

Le spalline dalla loro creazione hanno quasi sempre mantenuto la medesima forma. Esse consistono in una sagoma in stoffa o metallica che ricopre tutta la spalla e che alla fine di essa termina con un'area più arrotondata alla quale sono solitamente agganciate delle frange. Qualora esse siano spalline moderne non presentano frange.
La parte superiore della spalline è solitamente destinata ad accogliere le insegne di grado e di appartenenza ad un dato corpo d'esercito o di marina.
Sempre nella parte superiore, nella mezzaluna, viene riportato il grado che può variare con specifici segni di distinzione (vedi in particolare in Italia).

## Storia
Le spalline vennero utilizzate sistematicamente per la prima volta dall'esercito francese per differenziare i vari ranghi. Le spalline, secondo la tradizione, sarebbero derivate dalle pteruges dell'Impero romano. Le spalline erano realizzate in argento od oro per gli ufficiali, mentre erano in tessuto di diversi colori per gli altri ranghi d'armata. A partire dalla fine del XVIII secolo, le spalline vennero utilizzate prevalentemente dagli ufficiali affinché potessero essere facilmente distinti dalla truppa.
Attualmente le classiche spalline metalliche sono state sostituite da spalline in stoffa decorate diversamente a seconda del grado militare e della specialità. Esse si dimostrano meno pesanti e più pratiche da indossare sulla divisa quotidiana.

## Francia

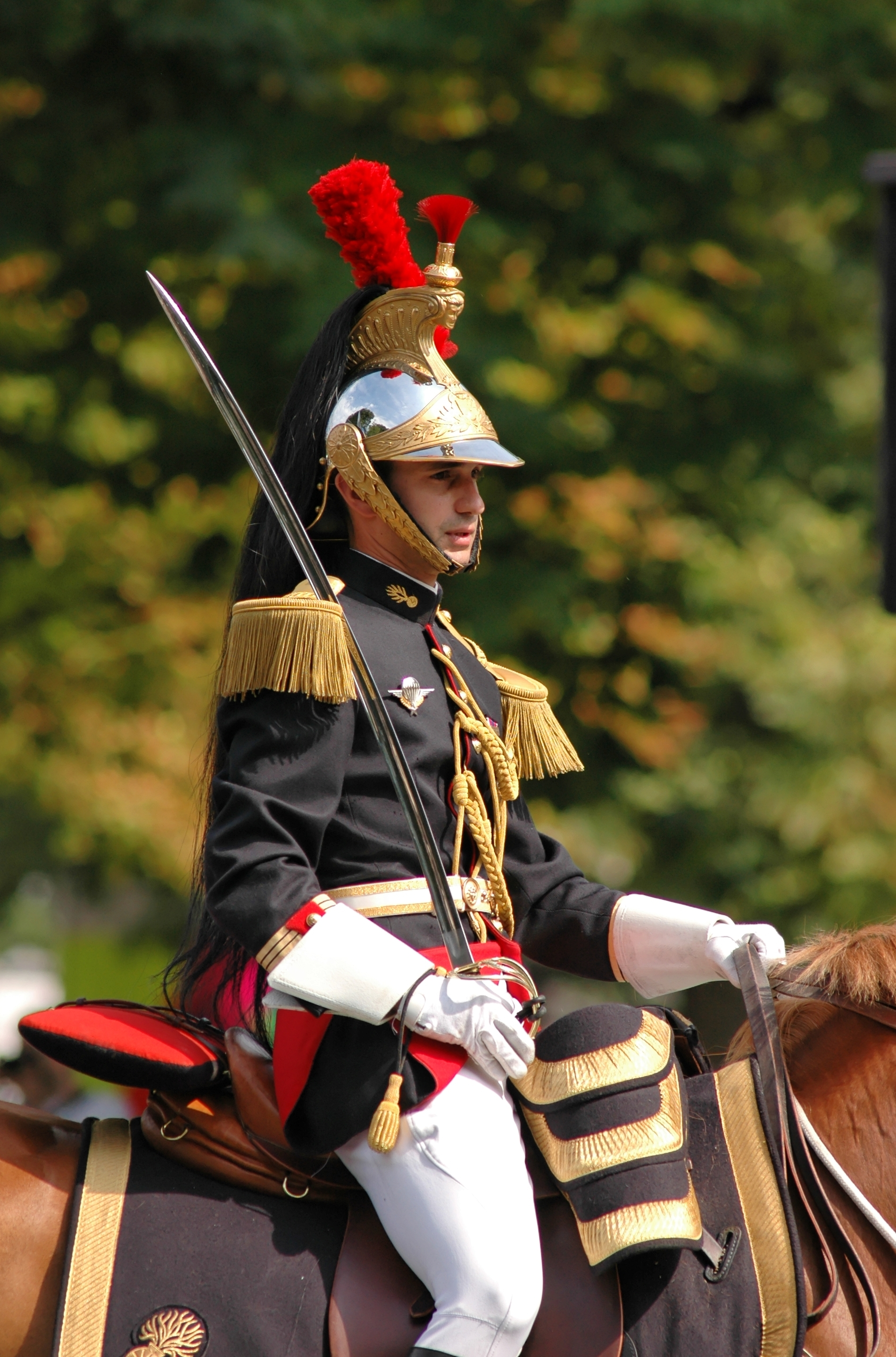
Cavaliere della Guardia Repubblicana francese con spalline militari

L'armata francese indossava un tempo una tipologia di spalline d'argento solitamente dorate per la fanteria e color argento per la cavalleria.
Attualmente solo le scuole (come l'École spéciale militaire de Saint-Cyr), così come la Garde Républicaine o le unità della Legione straniera utilizzano regolarmente le spalline.

## Regno Unito

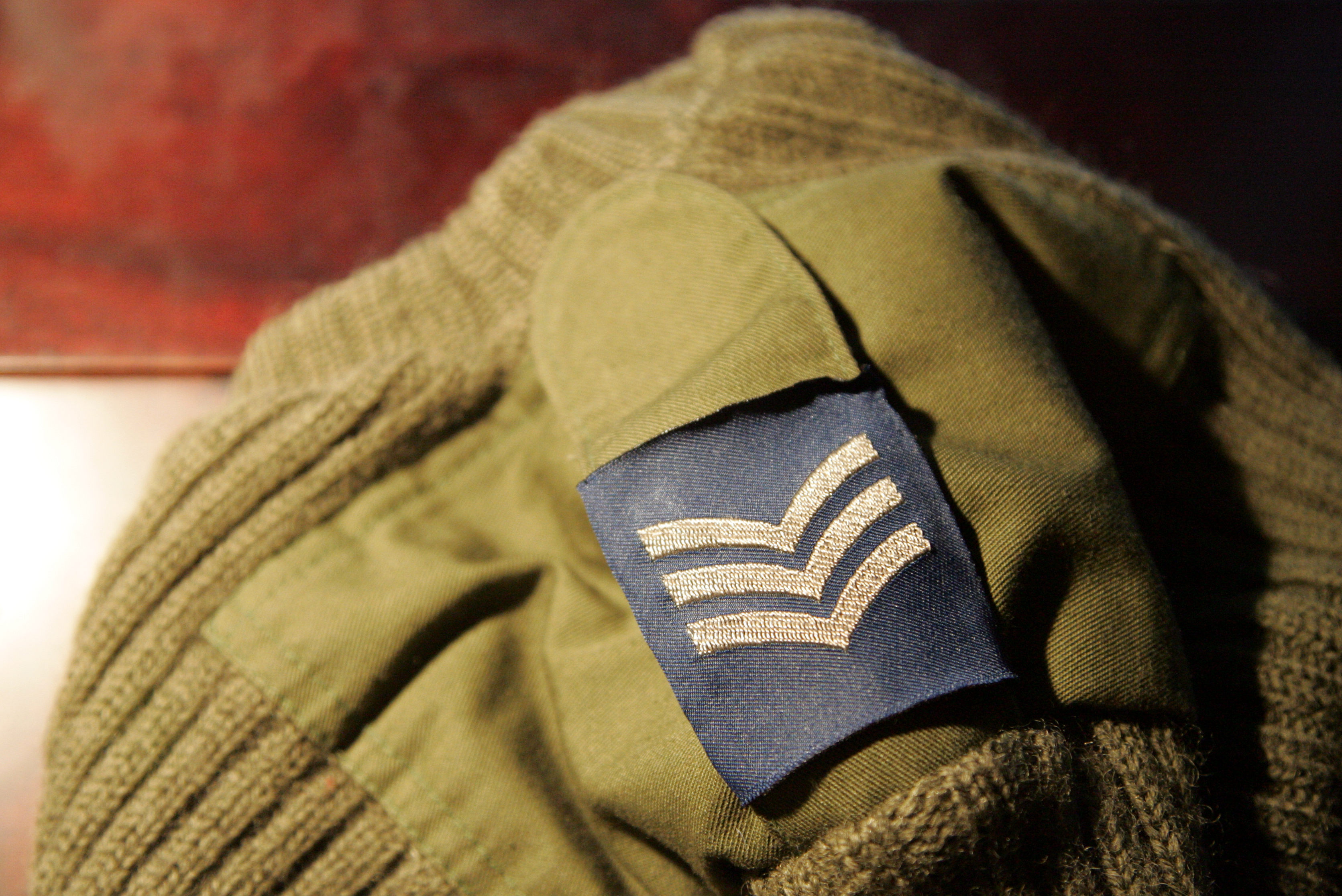
Insegna di rango da spalla che sostituisce le antiche spalline, qui utilizzata su una giacca da ufficiale inglese.

Le spalline apparvero per la prima volta nelle uniformi militari inglesi a partire dalla seconda metà del XVIII secolo ed esse vennero ufficialmente incorporate nel vestiario della Royal Navy dal 1795, anche se alcuni ufficiali le utilizzavano già prima di questa data. Sempre all'interno della marina inglese i capitani di vascello con almeno tre anni di regolare servizio sono abilitati ad indossare due spalline, mentre ad esempio i capitani più giovani possono utilizzarne solamente una su una delle due spalle.
Antecedentemente alla prima guerra mondiale l'esercito inglese rinunciò ad utilizzare le spalline sul campo, applicando già le spalline di stoffa moderne il che rendeva anche meno visibili al nemico gli ufficiali.

## Stati Uniti d'America

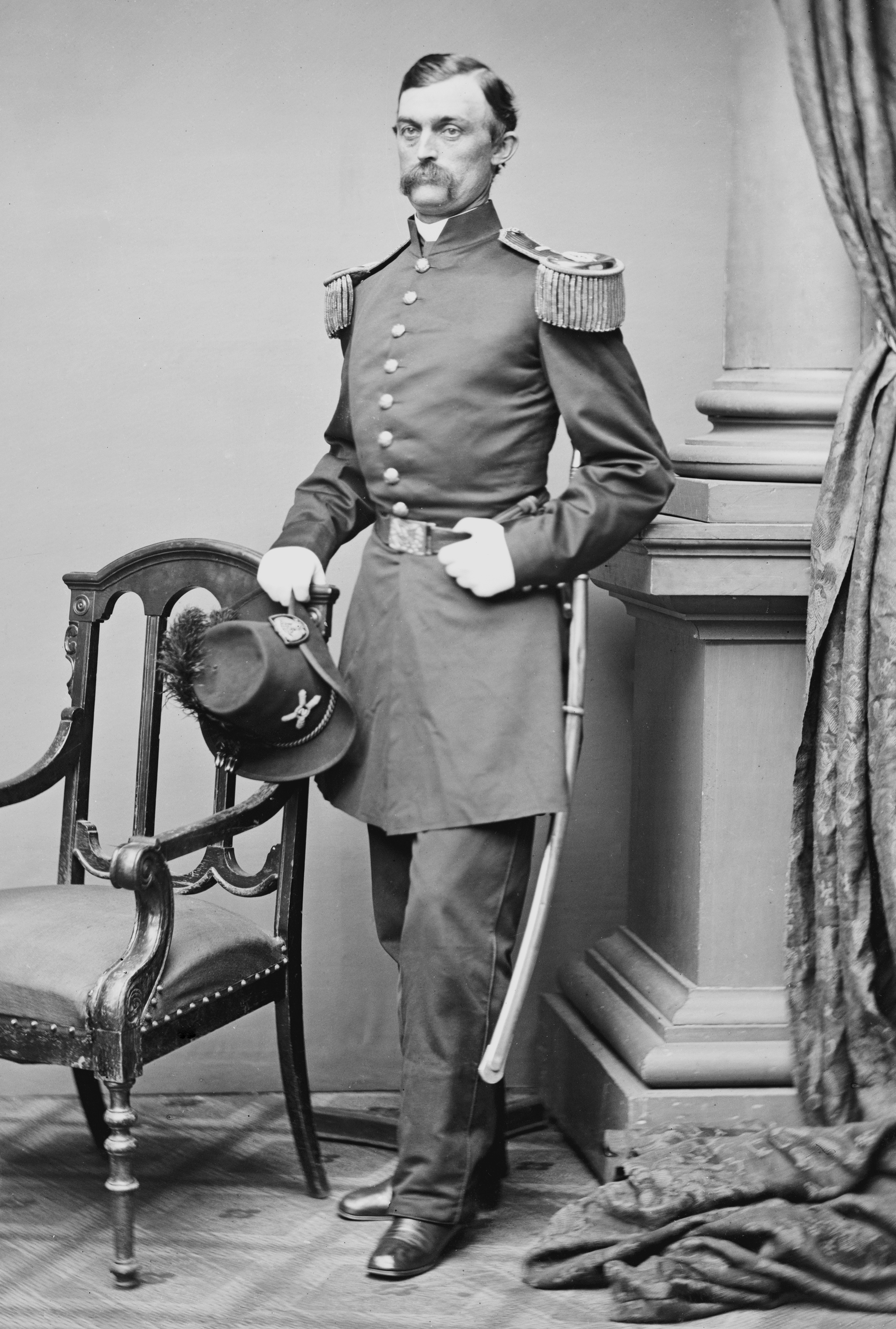
Magg. Gen. Charles Griffin che indossa le spalline militari durante la guerra civile americana.

Le spalline vennero autorizzate dalla marina americana nel primo regolamento ufficiale delle uniformi militari degli Stati Uniti nel 1797. I capitani utilizzavano due spalline, mentre ad esempio i luogotenenti solo una, sulla spalla destra. Le spalline americane, però, erano su un modello particolare in quanto sovente non realizzate in metallo ma in stoffa, di forma piuttosto piatta che divennero poi tipiche nelle immagini della guerra civile americana.
Nel 1851 le spalline per tutte le uniformi divennero dorate e con la Prima guerra mondiale, difatti, esse vennero abolite per l'uniforme ordinaria e conservate unicamente per l'alta uniforme.